# 明德春天百貨
明德春天百貨（英語：Printemps Department Store Co. Ltd.），為台灣一間已結業的百貨公司，與法國春天百貨共同合資，1992年成立。共有台北店與桃園店等兩個據點，因商圈移轉與營收不佳等因素而停業。

## 分店概要

### 台北市
- 台北店：

1993年開業，位於信義區辦公集合區。2001年於B1~B3引進愛買吉安量販，該年營業額17億元。2002年結束營業，由中興百貨接手，時稱信義店，但仍於2004年結束營業，改由德杰企業集團開設「紐約忠孝生活館」。現為ATT OUI 婚禮專門店、柯旅天閣旅館與愛買量販忠孝店。
地址：台北市信義區忠孝東路五段
營業樓層：地下五層～地上五層（地下四層～五層為停車場）

### 桃園縣
- 桃園店：

1998年開業，位於桃園中心商業區，鄰近統領百貨與遠東百貨舊址，樓高十六層，為住商混合大樓，並另設有巴黎站前購物中心商場，其內部設置與當時百貨有顯著不同，但因經營不善，於週年慶活動後，便逐漸縮減營業樓層，最後停業。現址除商場有一部份營業外，尚有錢櫃桃園中華店、彩虹3Ｃ、SUPER A、U2電影館、玩具反斗城。
地址：桃園縣桃園市中華路
營業樓層：地下五層～地上十一層（地下三層～五層為停車場）